# بيت كساب
بيت كساب هي إحدى القرى اللبنانية من قرى قضاء البترون في محافظة الشمال.